# Protaetia cupriceps
Protaetia cupriceps är en skalbaggsart som beskrevs av Moser 1917. Protaetia cupriceps ingår i släktet Protaetia och familjen Cetoniidae. Inga underarter finns listade i Catalogue of Life.